# Głową w dół (album Osjana)
Głową w dół – siódmy album zespołu Osjan wydany w 1992 przez Polton. Materiał nagrano między 19, a 21 listopada 1991 w studiu Winnicjusza Chrósta w Sulejówku.

## Lista utworów
Tytuły i kompozytorzy wg książeczki dołączonej do płyty.
1. "Dabrab" (J. Ostaszewski, Wojciech Waglewski, Radosław Nowakowski) – 14:50
2. "Nawrezsuna / Nawrahsuna" (J. Ostaszewski, Wojciech Waglewski, Radosław Nowakowski) – 12:10
3. "Kadzam" (J. Ostaszewski, Wojciech Waglewski, Radosław Nowakowski) – 6:45
4. "Dabok" (J. Ostaszewski, Wojciech Waglewski, Radosław Nowakowski) – 2:25
5. "Księga deszczu rozdział VI" (J. Ostaszewski) – 9:35

## Skład
- Jacek Ostaszewski – flety proste, głos
- Radosław Nowakowski – conga, instr. perkusyjne
- Wojciech Waglewski – gitary, głos, instr. perkusyjne, głosy

realizacja
- Wojciech Przybylski – realizacja nagrań i mix

## Wydania
- 1992 Polton (CDPL-033)